# Championnat d'Angleterre de hockey sur glace 1929-1930
Navigation
Édition suivante
La saison 1929-1930 de l'English League est la 1er édition[réf. nécessaire] du championnat d'Angleterre de hockey sur glace.

## Résultats des matchs et classement
| Clt   | Équipe                  | PJ | V | D | N | BP | BC | Pts |
| ----- | ----------------------- | -- | - | - | - | -- | -- | --- |
| +001, | Université de Cambridge | 6  | 3 | 1 | 2 | 12 | 10 | 8   |
| +002, | United Services         | 4  | 2 | 1 | 1 | 12 | 11 | 5   |
| +003, | Princes IHC Londres     | 4  | 1 | 2 | 1 | 8  | 9  | 3   |
| +004, | Université d'Oxford     | 3  | 1 | 2 | 0 | 6  | 7  | 2   |
| +005, | Lions de Londres        | 3  | 0 | 1 | 2 | 5  | 6  | 2   |

- Champion d'Angleterre

## Varsity Match
| 8 janvier 1930 | Université de Cambridge | 2-1 | Université d'Oxford | Saint-Moritz |